# Motor Music Records
Motor Music o Motor Music Records es una compañía discográfica independiente y ex subsidiaria de Universal Music Group. Su centro de operaciones esta en la ciudad de Berlín, en Alemania. Fue fundada en 1994 por Tim Renner, en Alemania. Al principio se dedicaban a todo tipo de música, pero hoy en día están concentrados casi exclusivamente en el rock.
- Datos: Q707732